# 蓮光寺 (新座市)
蓮光寺（れんこうじ）は、埼玉県新座市にある真言宗智山派の寺院。

## 歴史
1392年（明徳3年）、法印重元によって開山された。かつては片山氷川神社の境内に位置しており、その別当寺であったという。その後、現在地に移転し、別当寺の地位も「円光院」に譲ったという。円光院は同市畑中にある東福寺の末寺であったが、現在は廃寺となっている。
当寺の本尊は薬師如来である。元々の薬師像はかなり小さいもので、弘法大師空海の作といわれている。この像を大きく模刻したのが現本尊である。

## 交通アクセス
- 路線バス蓮光寺前停留所より徒歩4分。